# インヒェンホーフェン
インヒェンホーフェン（ドイツ語: Inchenhofen、バイエルン地方ではLeahadと呼ばれる）はドイツ連邦共和国バイエルン州シュヴァーベン行政管区のアイヒャッハ＝フリートベルク郡に属す市場町である。

## 地理
この町は、ドナウ川の湿地とパール川の間に伸びる丘陵地に位置する。

### 自治体の構成

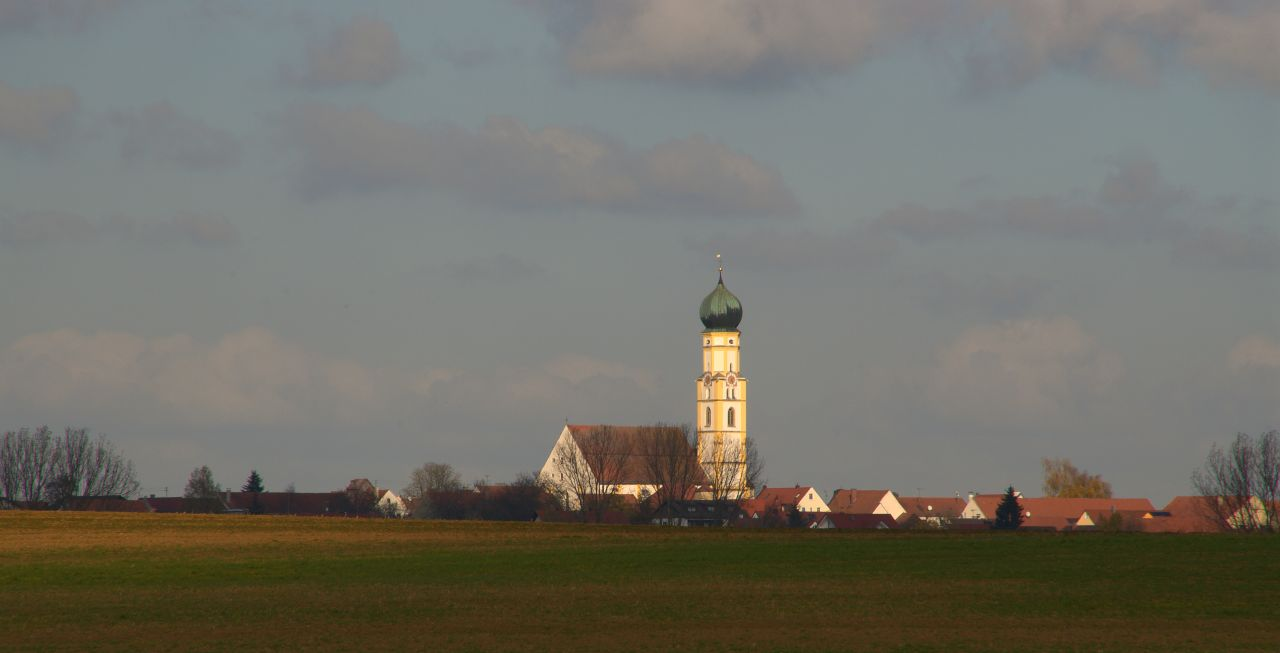
インヒェンホーフェン

この町は、公式には11の地区 (Ort) からなる。このうち小集落や孤立農場などを除く集落を以下に列記する。
- インヒェンホーフェン
- オーバーバッヒェルン
- リート
- ザインバッハ
- ウンターバッヒェルン

## 歴史
インヒェンホーフェンは11世紀に、Imichinhouen および Imechenhouen として初めて記録されている。フュルステンフェルト修道院のシトー会修道士は1283年から1803年までこの町への巡礼を重要視していた。市場町インヒェンホーフェンはバイエルン選帝侯領のミュンヘン会計局およびアイヒャッハ裁判所に属した。インヒェンホーフェンは1400年以降、行政上の固有の権利を有する市場裁判所の所在地となった。バイエルンの行政改革に伴う1818年の市町村令により現在の自治体が成立した。この町は1972年まではオーバーバイエルンに属した。1972年の市町村再編により初めてシュヴァーベン行政管区の管轄下に置かれた。

## 文化と見所
- 印象に残る建造物は、1450年から1457年に建設された聖レオンハルト巡礼教会である。11月の第1日曜日に開催される「レオンハルトのパレード」は特筆される。
- インヒェンホーフェナー・ロスモース: 160ha 以上の広さを持つこの湿原は、アイヒャッハ＝フリートベルク郡最大のムーアである。この湿原は、高い地下水位と多くの水源がインヒェンホーフェンの湿地や小川に流れ込むことで形成されている。
- インヒェンホーフェンの文化活動の中心はサークル活動であり、歴史伝統文化の保存にも貢献している。

## 行政
この町の議会は14人の議員からなり、これに議長として町長が参加する。

## 引用
1. ↑  https://www.statistikdaten.bayern.de/genesis/online?operation=result&code=12411-003r&leerzeilen=false&language=de Genesis-Online-Datenbank des Bayerischen Landesamtes für Statistik Tabelle 12411-003r Fortschreibung des Bevölkerungsstandes: Gemeinden, Stichtag (Einwohnerzahlen auf Grundlage des Zensus 2011)
2. ↑  Bayerische Landesbibliothek Online